# 和平西桥站
和平西桥站是北京地铁5号线与12号线的换乘站，位于北京市朝阳区和平街街道北三环东路、樱花园西街、和平里西街交叉口和平西桥南侧，車站色調為粉色。

## 车站结构

### 车站楼层
这座车站为地下车站，岛式站台设计。
| 地面层                | 出入口                          | A—G出入口                        |
| 地下一层 5号线站厅层  | 5号线站厅                       | 客务中心、自动售票机、进出站闸机 |
| 地下二层 5号线站台层  | 12号线站厅                      | 客务中心、自动售票机、进出站闸机 |
| 地下二层 5号线站台层  | 5号线往天通苑北（惠新西街南口） |                                  |
| 地下二层 5号线站台层  | 岛式站台，左側開门              |                                  |
| 地下二层 5号线站台层  | 5号线往宋家庄（和平里北街）     |                                  |
| 地下三层 12号线站台层 |                                 | 12号线往四季青桥（苏州桥）       |
| 地下三层 12号线站台层 | 分离岛式站台，左侧开门          |                                  |
| 地下三层 12号线站台层 | 12号线往安贞桥（光熙门）        |                                  |

### 站厅
和平西桥站5号线站厅位于和平里西街地下，属于贯通式站厅，中部两侧均开有通往12号线的换乘通道接口。
12号线站厅则位于北三环地下，分为东西两个分离式站厅，这两个站厅又各自由南北两个子厅和中间的付费区内通道组成。12号线至5号线的换乘通道口均位于南侧两个站厅内。

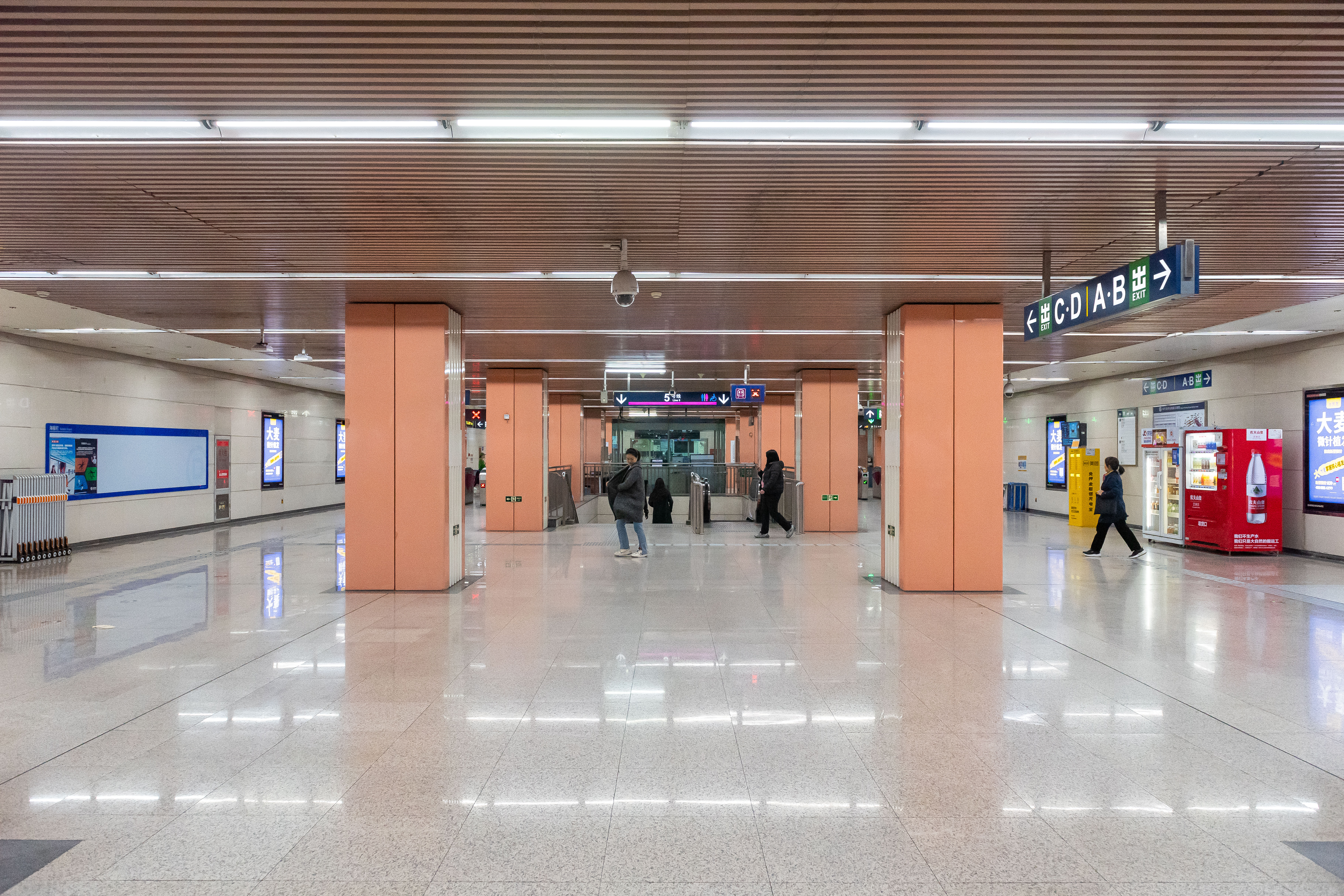
5号线站厅
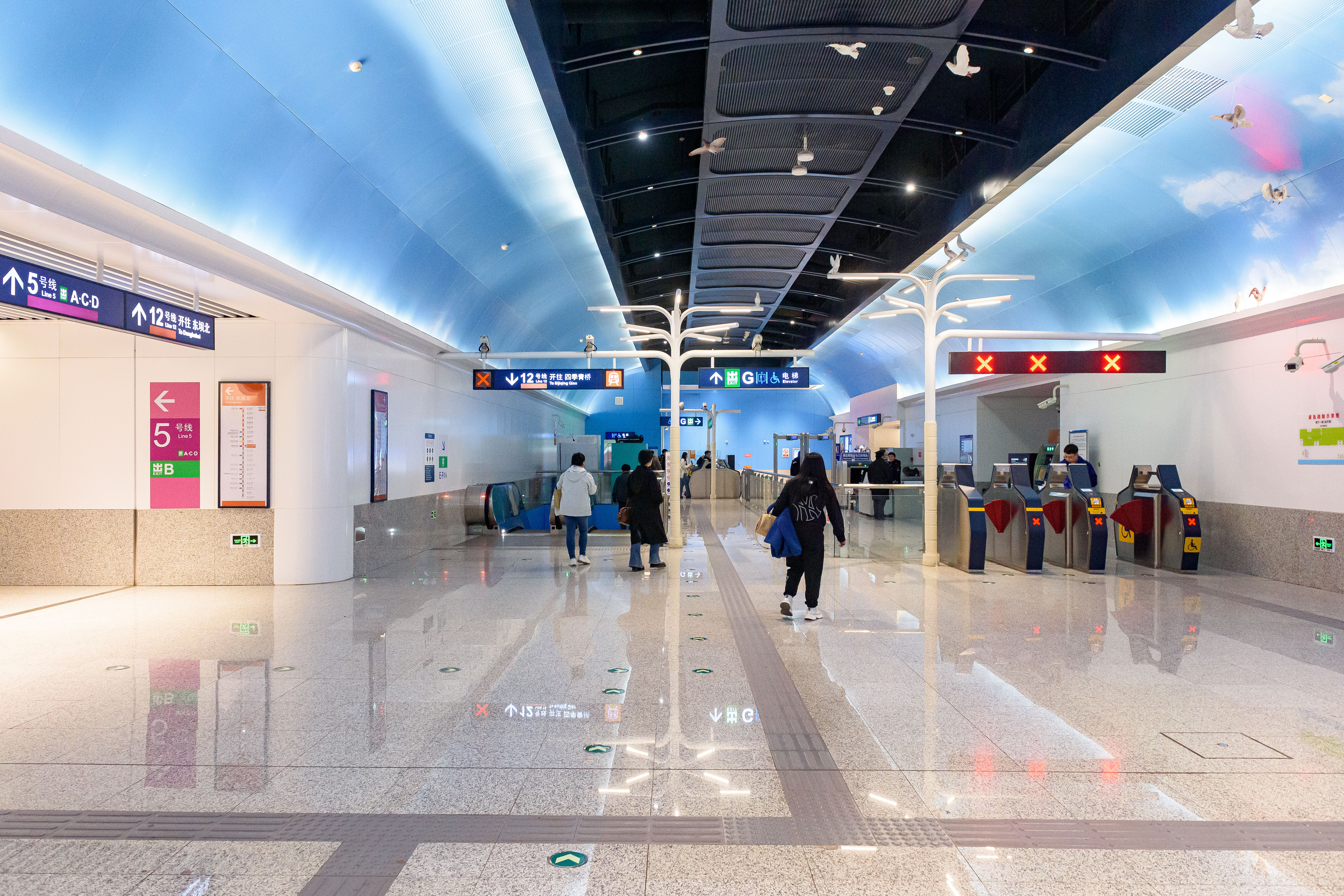
12号线东北站厅
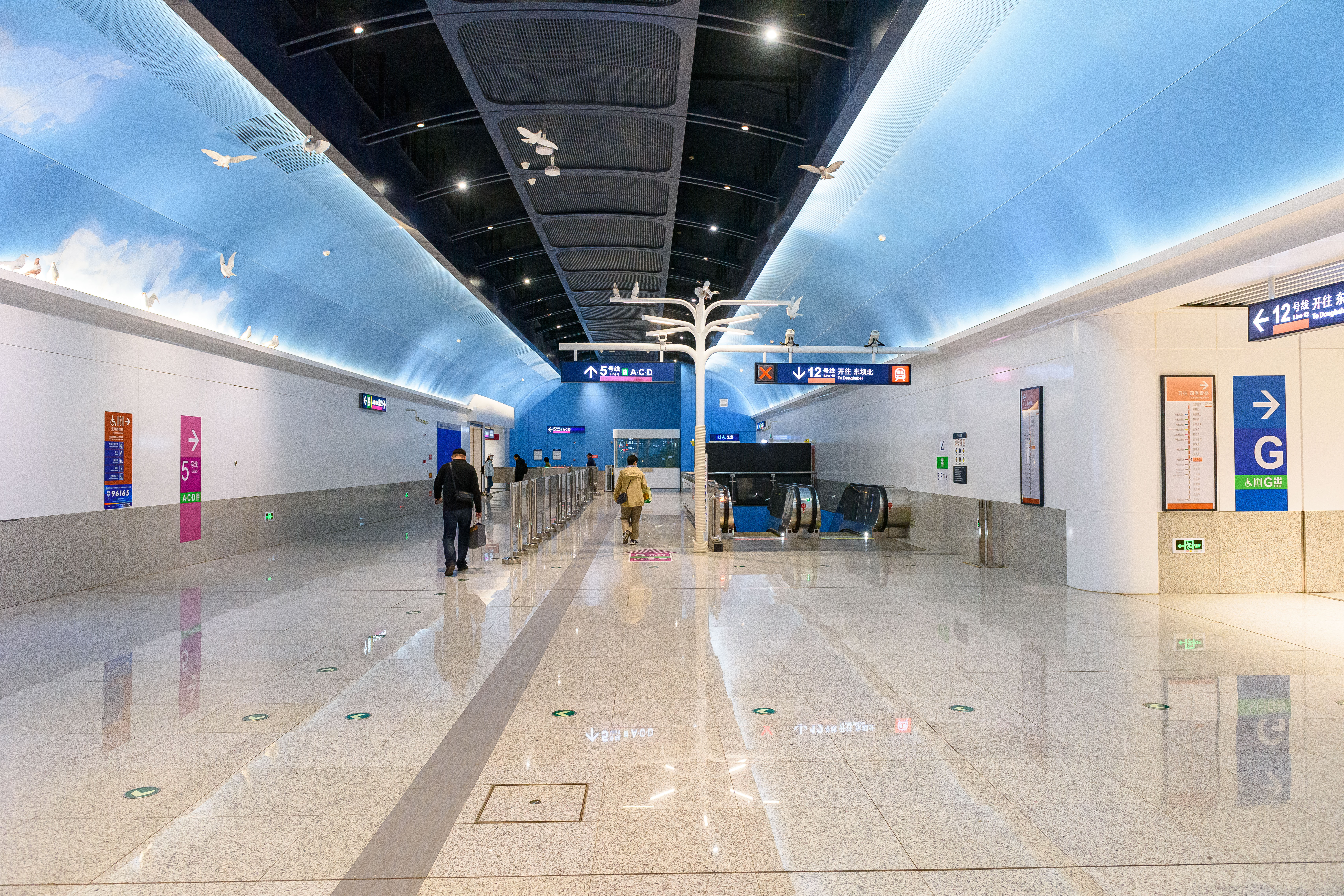
12号线东南站厅
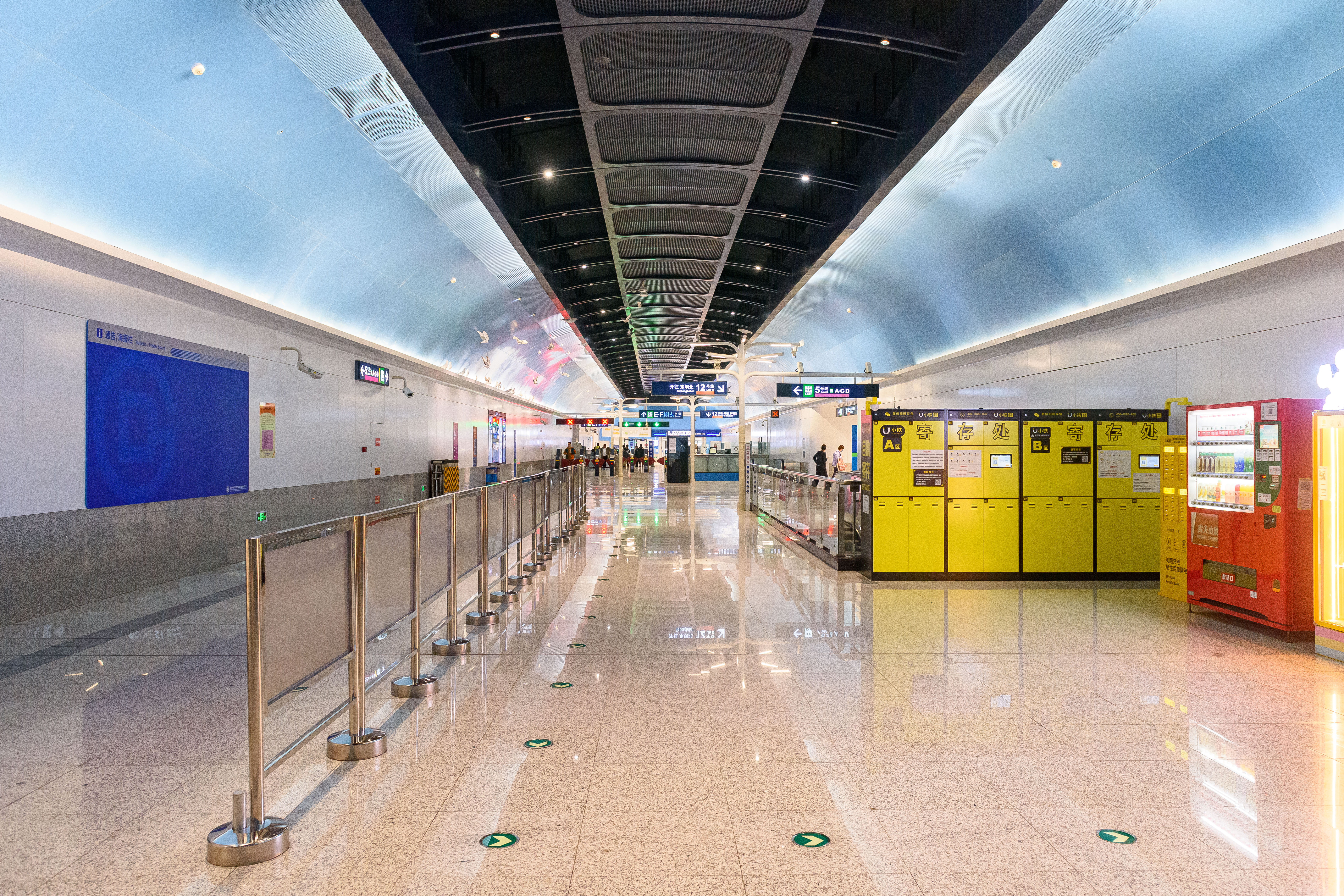
12号线西南站厅
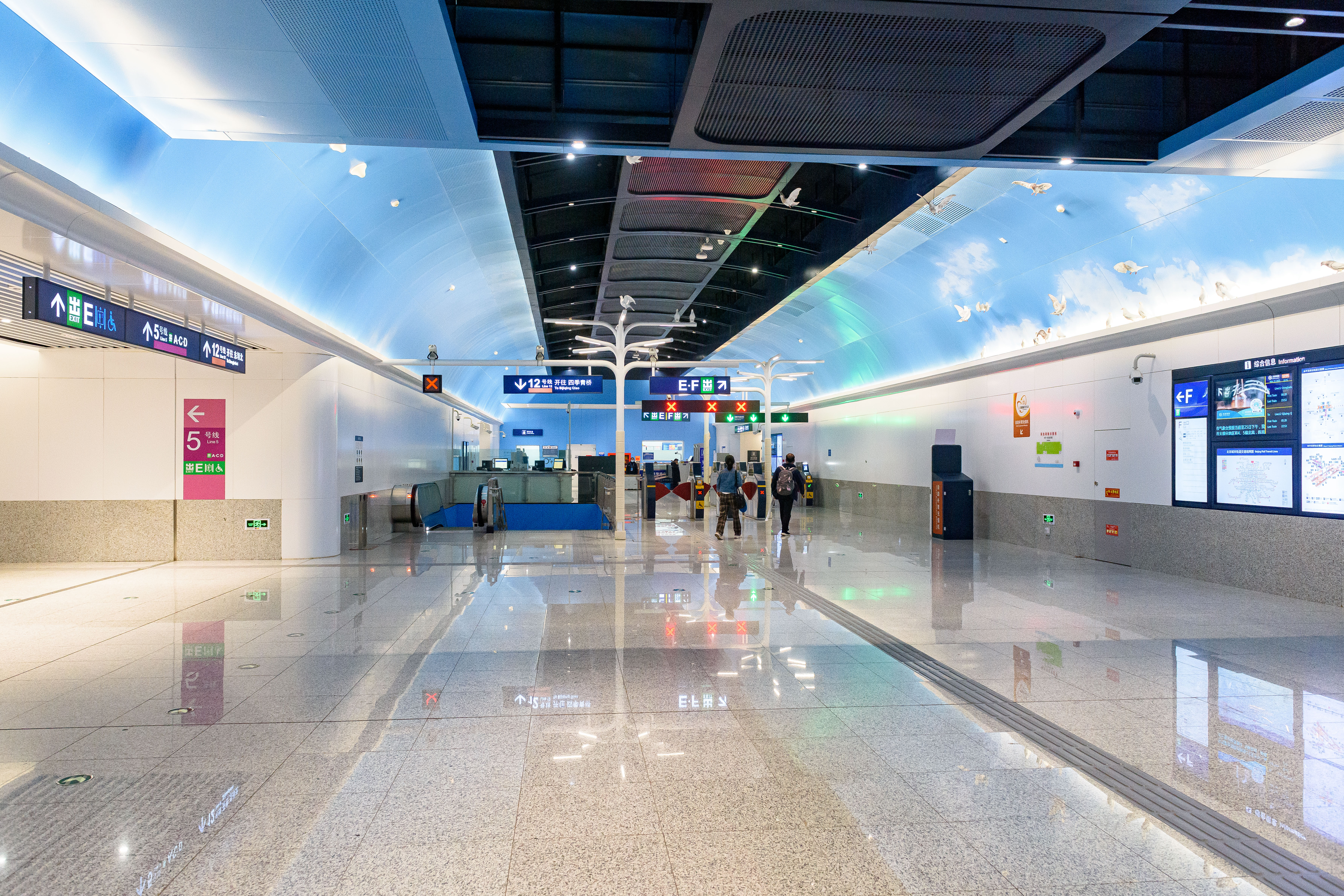
12号线西北站厅

### 站台
和平西桥站5号线站台位于和平里西街地底，为岛式站台。12号线车站则采用双层无柱单跨分離式月台。

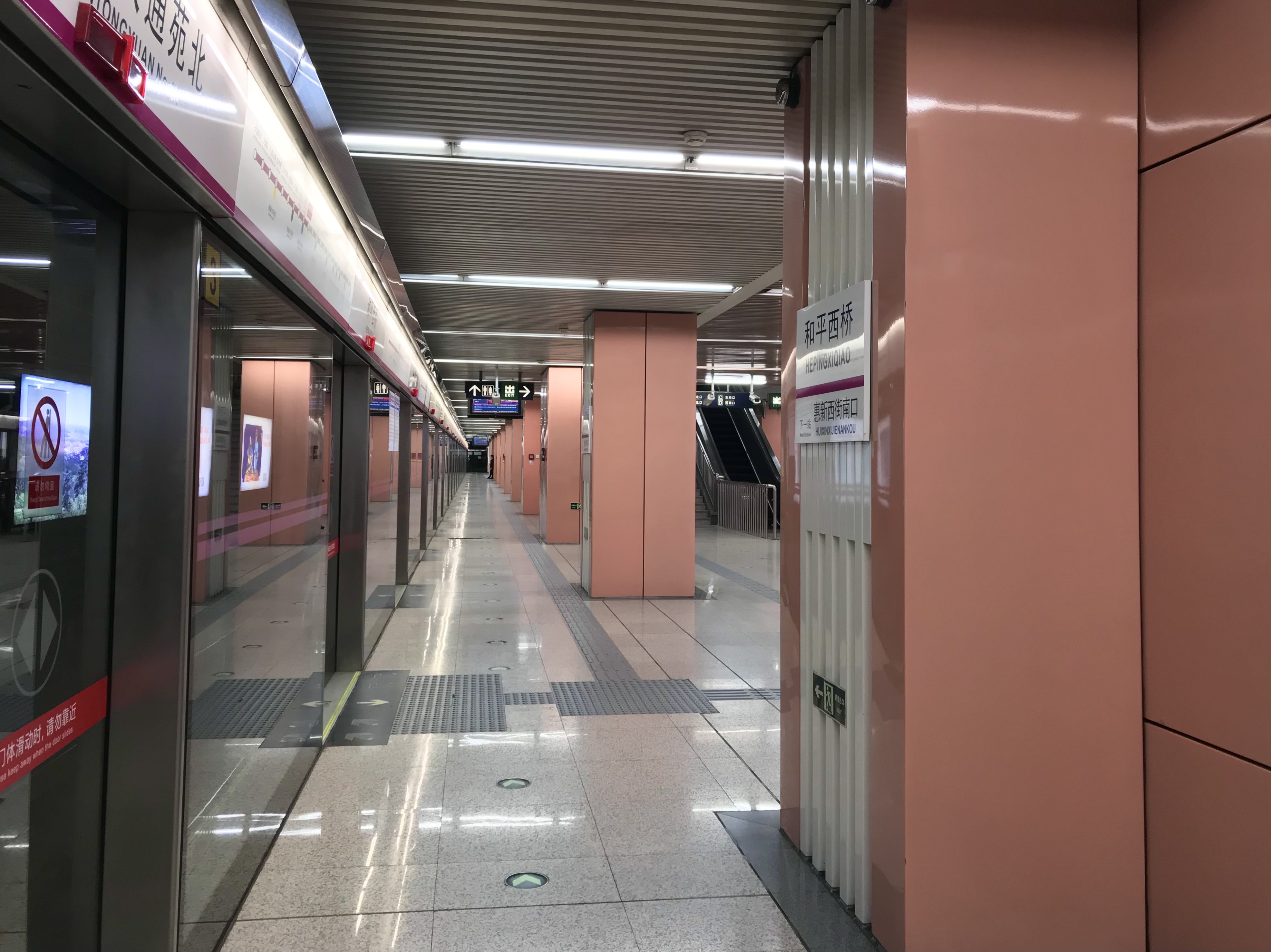
上行方向屏蔽门
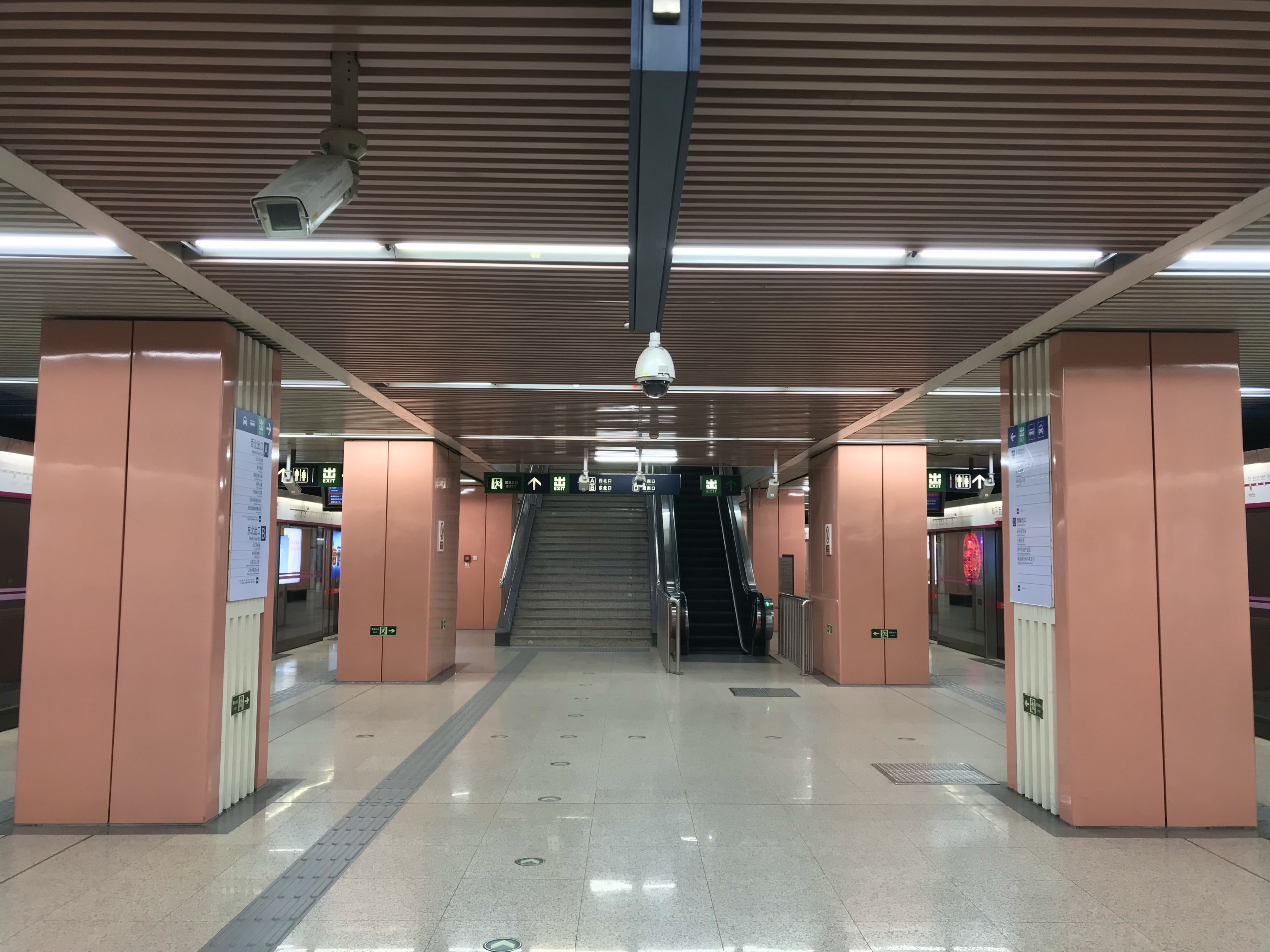
站台北端

5号线站台全景图（2017年8月摄）

### 出入口
5号线车站共有4个出入口：A（西北）、B（东北）、C（东南）、D（西南）。12号线车站新增E、F、G三个出入口（其中E口临近5号线A口，F口位于和平西桥西北侧，G口位于和平西桥东北侧），并与5号线共用B口。本站B口于2024年2月10日至另有通知时止为配合12号线换乘通道接入施工而暂时封闭，2024年6月下旬建成但未立即启用，最终于2024年12月15日随12号线开通。改造后B口通道新增一部自动扶梯。
|                             |            |                                                                        |      |            |  |
|                             |            |                                                                        |      |            |  |
| 编号                        | 指示       | 建议前往的目的地                                                       | 图片 | 无障碍设施 |  |
| 连通 5号线站厅              |            |                                                                        |      |            |  |
| 出口 · A · 轮椅升降台标志   | 北三环东路 | 北三环东路（南侧）、胜古家园、朝阳区审计局、易亨大厦、北京环球贸易中心 |      |            |  |
| 出口 · C                    | 和平里西街 | 和平里西街（东侧）、和平家园、和平街11区                               |      | 不適用     |  |
| 出口 · D                    | 和平里西街 | 和平里西街（西侧）、小黄庄路                                           |      | 不適用     |  |
| 连通 5号线、 12号线站厅     |            |                                                                        |      |            |  |
| 出口 · B                    | 北三环东路 | 北三环东路（南侧）、和平街十一区                                       |      | 不適用     |  |
| 连通 12号线站厅             |            |                                                                        |      |            |  |
| 出口 · E · 升降机标志       | 北三环东路 |                                                                        |      |            |  |
| 出口 · F                    | 樱花园西街 |                                                                        |      | 不適用     |  |
| 出口 · G · 升降机标志       | 樱花园西街 | 北京化工大学(东校区)                                                   |      |            |  |
| 註： 設有 \| 設有輪椅升降台 |            |                                                                        |      |            |  |